# Бернас, Павел
Павел Бернас (пол. Paweł Bernas; род. 24 мая 1990, Гливице, Силезское воеводство, Польша) — польский профессиональный шоссейный  велогонщик, выступающий за команду мирового тура «CCC Team».

## Достижения
2011
1-й Carpathian Couriers Race — Генеральная классификация
10-й Мемориал Анджея Трохановского
2012
2-й Чемпионат Польши — Групповая гонка U23
2-й Чемпионат Польши — Индивидуальная гонка U23
6-й Тур Богемии
8-й Тур Южной Богемии — Генеральная классификация
2013
4-й Dookoła Mazowsza — Генеральная классификация
1-й — Этап 4 (КГ)
7-й Кубок Карпат
2014
1-й Гран-при Словакии
1-й Гран-при Венгрии
2-й Tour of Małopolska — Генеральная классификация
4-й Тур Китая I — Генеральная классификация
1-й — Этап 1
5-й Тур Олимпийской Солидарности — Генеральная классификация
6-й Memorial Grundmanna I Wizowskiego — Генеральная классификация
7-й Тур Словакии — Генеральная классификация
2015
1-й  Волта Алентежу — Генеральная классификация
1-й — Этап 4
1-й  Szlakiem Grodów Piastowskich — Генеральная классификация
1-й — Этап 3
1-й Гран-при Чешской Республики
2-й GP Liberty Seguros — Генеральная классификация
1-й  — Очковая классификация
1-й — Этап 1
3-й Чемпионат Польши — Групповая гонка
2017
2-й Tour of Małopolska — Генеральная классификация
2-й Кубок Карпат
4-й Szlakiem Grodów Piastowskich — Генеральная классификация
5-й Memoriał Romana Siemińskiego
6-й Тур Олимпийской Солидарности — Генеральная классификация
6-й Bałtyk–Karkonosze Tour — Генеральная классификация
8-й Гран-при Польши
8-й Мемориал Анджея Трохановского
8-й Гран-при Словакии
9-й Прогулка по тропе майора Хубаля — Генеральная классификация
2018
2-й Great War Remembrance Race
2019
8-й Тур Дренте